# Almogía
Almogía település Spanyolországban, Málaga tartományban. Almogía Álora, Cártama, Casabermeja, Málaga, Antequera és Villanueva de la Concepción községekkel határos. Lakosainak száma 4132 fő (2024).

## Népesség
A település népessége az elmúlt években az alábbi módon változott:
| Lakosok száma | 4093 | 4244 | 4299 | 4298 | 4195 | 3906 | 3765 | 3715 | 3885 | 4132 |
|               | 2001 | 2004 | 2007 | 2009 | 2012 | 2014 | 2017 | 2019 | 2022 | 2024 |